# Partit Integrista
El Partit Integrista o Partit Catòlic Nacional va ser un partit polític de caràcter reaccionari fundat en 1888 per Ramón Nocedal després de l'escissió de la branca de l'integrisme del Partit Carlista, per considerar que el pretendent Carles VII sostenia una actitud conciliadora amb el liberalisme. Durant la Segona República, en 1932, va tornar al si del carlisme, unint-se a la Comunió Tradicionalista dirigida per Alfons Carles de Borbó.
El seu mitjà de difusió va ser el periòdic El Siglo Futuro, des del qual Ramón Nocedal acusà el pretendent Don Carles de «trair les essències del Carlisme». El partit s'oposava al parlamentarisme i, segons Ramón Nocedal, «no és [era] un partit com els altres, no aspirem a ser ministres». L'integrisme va ser descrit com «una mena de fanatisme polític, que no admetia coalicions ni concessions partidistes». El seu programa es va estructurar entorn de l'anomenat «Manifest de Burgos». Inspirant la seva doctrina en el Syllabus del papa Pius IX, en 1902 van publicar un escrit en el qual van afirmar: «Volem la unitat catòlica amb totes les seves conseqüències... Tenim per aborrecibles la llibertat de consciència, la llibertat dels cultes... Volem lluitar contra el liberalisme, el progrés i la civilització moderna».
La formació va tenir un important bastió en la localitat guipuscoana d'Azpeitia. Després de la mort de Nocedal en 1907, el lideratge va recaure en Juan Olazábal Ramery. A les províncies basques, ja al segle xx, també foren membres del partit polítics com José Salazar, José María González de Echavarri, Antonio María Murua Rodríguez, José María Juaristi, Antonio Aldama y Mendívil, José Sánchez Marco, Manuel Senante y Martínez o Ladislao Zavala Echaide.
El 1906 es va produir la reconciliació entre carlins i integristes, manifestada en una abraçada entre Ramon Nocedal i Juan Vázquez de Mella a Tafalla. Amb ella van desaparèixer, segons el prevere català integrista Gaietà Soler, els recels que sobre la doctrina carlista podia haver tingut l'integrisme.

## El Partit Integrista a Catalunya
A Catalunya, la seva figura emblemàtica fou el sacerdot Fèlix Sardà i Salvany, director de La Revista Popular (1871- 1916) i autor de l'obra El Liberalisme és pecat.
Poc abans de l'escissió integrista, els catalans Jacint de Macià, director d'El Semanario de Figueras; Francesc de Paula Oller, director d'El Semanario de Tortosa i Lo Crit de la Patria; Hilari del Corral, director d'El Integrista; Josep de Palau i d'Huguet, director de Dogma y Razón; Marià de Rocafiguera, director d'El Norte Catalán; i Joan Santiago Griñó, director del Diario de Lérida, van enviar una súplica a Carles de Borbó i Àustria-Este perquè restablís la unitat dels carlins reafirmant la Unitat catòlica d'Espanya «amb totes les seves conseqüències d'efectiva coerció», tal com havia estat aplicada pel seu avantpassat el rei Felip II.
Finalment signaren el «Manifest de Burgos» 11 periòdics catalans (dels 24 totals): Lo Crit de la Patria, el Diario de Cataluña, el Diario de Lérida, Dogma y Razón, El Eco de Queralt, El Integrista, Lo Mestre Titas, El Norte Catalán, el Semanario de Figueras, el Semanario de La Bisbal i La Verdad. Totes aquestes publicacions, a més del Semanario de Tortosa, foren expulsades del carlisme. Encara que al principi El Correo Catalán, dirigit per Lluís Maria de Llauder, havia format part del corrent integrista d'El Siglo Futuro, el 1888 va romandre lleial a Don Carles. Per a contrarestar la influència d'El Correo Catalán, els integristes van fundar el Diario de Cataluña, del qual va ser el primer director Jacint de Macià.
Entre els integristes catalans, van destacar bona part dels qui havien format part de la Diputació de Catalunya carlina durant la Tercera Guerra, com Joan Mestre i Tudela (qui n'havia estat president de facto), Joaquim de Rocafiguera, Josep de Macià i Lluís de Cuenca i de Pessino, qui esdevindria el primer president de la Junta integrista de Catalunya.
El novembre de 1888 els integristes van fundar a Barcelona el Círcol Sant Jordi, el qual, segons va manifestar Josep de Palau i d'Huguet al Diario de Cataluña, es constituïa per a renyir les batalles del Senyor, congregant tots els qui anhelaven combatre per la integritat i puresa de les tradicions pàtries, que al Principat de Catalunya es trobava establerta en els venerats furs. Segons Palau i d'Huguet, la defensa de les sàvies doctrines contingudes en els mateixos en seria la base de la seva propaganda, tot manifestant que el círcol integrista defensaria «la Unitat Catòlica amb sanció coercitiva, l'indomable i respectuós poder de les Corts Catalanes i les immunitats dels patricis».
També foren representants importants de la branca catalana del partit Joaquim Coll i Astrell (director del Diario Catalán, substitut del Diario de Cataluña), i Marià de Rocafiguera, director d'El Norte Catalán. L'any 1906 els integristes es van reconciliar amb els carlins per a fer front conjuntament als projectes anticlericals del govern i s'adheriren a la Solidaritat Catalana en favor de l'autonomia de Catalunya, fins a la dissolució de la coalició el 1909 arran de la Setmana Tràgica. Amb aquesta coalició fou escollit senador l'integrista lleidatà Marià Gomar de las Infantas.
El 1907 el vigatà Rocafiguera va esdevindre cap regional a Catalunya del Partit Integrista, el qual a Vic, recolzat pels sectors ciutadans, civils i eclesiàstics més antiliberals, va tindre presència pública i regidors municipals.